# اکساکنت، اکسارای
اکساکنت، اکسارای (به لاتین: Akçakent, Aksaray) یک منطقهٔ مسکونی در ترکیه است که در استان آق‌سرای واقع شده‌است.